# Messin'
Messin'  är ett musikalbum av Manfred Mann's Earth Band, lanserat 1973. Det spelades in samma år på Maximum Sound Studios i London. Europeiska upplagor släpptes på skivbolaget Vertigo Records, medan amerikanska gavs ut på Polydor. Den amerikanska versionen av albumet var omdöpt till Get Your Rocks Off och låten "Black and Blue" var utbytt mot en cover av John Prines "Pretty Good". Omslagsbilden var också en annan.

## Låtlista
(upphovsman inom parentes)
1. "Messin'" (Mike Hugg) – 9:54
2. "Buddah" (Manfred Mann, Mick Rogers) – 7:01
3. "Cloudy Eyes" (Mann) – 5:32
4. "Get Your Rocks Off" (Bob Dylan) – 2:51
5. "Sadjoy" (Mann) – 5:20
6. "Black and Blue" (gruppen Chain: Barry Sullivan, Matt Taylor, Phil Manning, Barry Harvey) – 7:21 (6:44 on the 1998 re-issue)
7. "Mardi Gras Day" (Dr John Creaux) – 3:02

## Listplaceringar
- Billboard 200, USA: #196